# Valle de Bardají
Valle de Bardají (en aragonés y oficialmente Vall de Bardaixín, en catalán Vall de Bardaixí) es un municipio español de la provincia de Huesca, en la comunidad autónoma de Aragón. El término municipal, que forma parte de la comarca de Ribagorza, tiene un área de 45,48 km² y una población de 55 habitantes (INE 2024).

## Historia
Hacia mediados del siglo XIX, el valle tenía contabilizada una población de 72 habitantes. Aparece descrito en el cuarto volumen del Diccionario geográfico-estadístico-histórico de España y sus posesiones de Ultramar de Pascual Madoz con las siguientes palabras:

BARDAJI: pequeño valle en la prov. de Huesca, part. jud. de Boltaña, compuesto de los l. de Esterun, Llert, Aguas Caldas, Biescas, Sta. Maura y la Cuadra de Bilet; está sit. á espaldas de la montaña de Turbon. Confina por N. con tierras del l. de Abi, por E. con las de Murria, por S. con el valle de Lierp, y por O. con las de Espluga. El terreno es de inferior calidad, y sus montes estan poblados de malezas y de pinos en las cúspides; le cruza y fertiliza el barranco de Ciallas, llamado tambien r. Albo, que nace de una fuente á espaldas del l. de Turbon, y despues se dirije á tierras de Campo. Los caminos conducen á los pueblos y valle lim. y estan en mal estado. En cuanto á sus prod. y demas (V. los respectivos art. de los pueblos de que hemos dicho se compone); pobl.: inclusa la de todos los referidos pueblos 18 vec., 72 alm.; contr.: 5,739 rs. 12 maravedis.
(Madoz, 1846, p. 21)

## Demografía
Valle de Bardají cuenta con una población de 55 habitantes (INE 2024).
| Gráfica de evolución demográfica de Valle de Bardají entre 1842 y 2021                                              |
| |
| Población de derecho según los censos de población del INE Población de hecho según los censos de población del INE |

### Núcleos de población
Desglose de población según el Padrón Continuo por Unidad Poblacional del INE.
| Núcleos     | Habitantes (2021) |
| ----------- | ----------------- |
| Aguascaldas | 18                |
| Biescas     | 10                |
| Esterún     | 3                 |
| Llert       | 18                |
| Santa Maura | 15                |

Además el término municipal incluye el despoblado de Peralta.

## Administración y política
| Período   | Alcalde                   | Partido |  |
| --------- | ------------------------- | ------- |  |
| 1979-1983 | José María Raso Fortuño   | UCD     |  |
| 1983-1987 |                           |         |  |
| 1987-1991 |                           |         |  |
| 1991-1995 |                           |         |  |
| 1995-1999 |                           |         |  |
| 1999-2003 |                           |         |  |
| 2003-2007 |                           |         |  |
| 2007-2011 | José María Raso Castillón | PSOE    |  |
| 2011-2015 | José María Raso Castillón | PSOE    |  |
| 2015-2019 | José María Raso Castillón | PSOE    |  |
| 2019-2023 | José María Raso Castillón | PSOE    |  |

| Partido político    | Partido político                                   | 2003   | 2007   | 2011   | 2015   | 2019   |
| Partido político    | Partido político                                   | Ediles | Ediles | Ediles | Ediles | Ediles |
|                     | Partido de los Socialistas de Aragón (PSOE-Aragón) | 1      | 1      | 1      | 1      | 1      |
|                     | Partido Popular de Aragón (PP)                     | —      | —      | —      | —      | —      |
| Total de concejales | Total de concejales                                | 1      | 1      | 1      | 1      | 1      |